# Nati nel 1822
| Questa pagina contiene informazioni ricavate automaticamente dalle voci biografiche con l'ausilio del template Bio e di un bot. L'aggiornamento è periodico e automatico e ricostruisce completamente la pagina. Se manca una persona in questa lista, sei pregato di non aggiungerla, ma accertati piuttosto che la sua voce biografica contenga il template Bio e che i dati anagrafici siano correttamente compilati. Se il template Bio manca, inseriscilo tu stesso o, in alternativa, metti l'avviso {{tmp\|Bio}} che ne segnala la mancanza. Se i dati riportati sono sbagliati, correggi direttamente la voce biografica; le modifiche saranno visibili in questa lista entro pochi giorni. Per chiarimenti vedi il progetto biografie. La lista contiene solo le 381 persone che sono citate nell'enciclopedia e per le quali è stato implementato correttamente il template Bio. Pagina aggiornata al 18 ago 2025. |

## Gennaio(31)
- 1º gennaio - Cesare Rasponi Bonanzi, politico italiano († 1886)
- 2 gennaio - Rudolf Clausius, fisico e matematico tedesco († 1888)
- 3 gennaio - William Nylander, botanico, micologo e entomologo finlandese († 1899)
- 4 gennaio - Georg Büchmann, filologo tedesco († 1884)
- 6 gennaio - Menyhért Lónyay, politico ungherese († 1884)
- 6 gennaio - Heinrich Schliemann, imprenditore e archeologo tedesco († 1890)
- 7 gennaio - Gabrielangelo Gabrielli, politico e avvocato italiano († 1891)
- 8 gennaio - Achille Ballarati, politico italiano († 1883)
- 8 gennaio - Carlo Alfredo Piatti, violoncellista e compositore italiano († 1901)
- 9 gennaio - Giuseppe Gadda, politico, prefetto e avvocato italiano († 1901)
- 15 gennaio - Bernardino da Portogruaro, francescano e arcivescovo cattolico italiano († 1895)
- 15 gennaio - Antonio Busciolano, scultore italiano († 1871)
- 15 gennaio - Salvatore Marchesi, baritono, compositore e traduttore italiano († 1908)
- 15 gennaio - Giacomo Pagliari, militare italiano († 1870)
- 16 gennaio - Elizabeth Lucy Campbell, nobildonna inglese († 1898)
- 16 gennaio - Enrico d'Orléans, nobile, politico e generale francese († 1897)
- 18 gennaio - Diego Angioletti, generale e politico italiano († 1905)
- 20 gennaio - Sebastián Herrero Espinosa de los Monteros, cardinale e arcivescovo cattolico spagnolo († 1903)
- 22 gennaio - Leonzio, religioso russo († 1893)
- 22 gennaio - Károly Markó il Giovane, pittore ungherese († 1891)
- 22 gennaio - Francesco Montanari, patriota e militare italiano († 1860)
- 22 gennaio - Vincenzo Morano, editore italiano († 1890)
- 23 gennaio - Heinrich Brunn, archeologo tedesco († 1894)
- 23 gennaio - Regine Olsen, danese († 1904)
- 24 gennaio - Grgo Martić, presbitero e scrittore bosniaco († 1905)
- 28 gennaio - Alexander Mackenzie, politico canadese († 1892)
- 29 gennaio - Adelaide Ristori, attrice teatrale italiana († 1906)
- 29 gennaio - Georges de Pimodan, generale francese († 1860)
- 30 gennaio - Cesare Francesco Ricotti-Magnani, generale e politico italiano († 1917)
- 30 gennaio - Otto Volger, geologo e mineralogista tedesco († 1897)
- 30 gennaio - Franz Ritter von Hauer, geologo austriaco († 1899)

## Febbraio(26)
- 2 febbraio - Luigi Gillarduzzi, pittore italiano († 1856)
- 4 febbraio - Antonio Cipolla, architetto italiano († 1874)
- 4 febbraio - Virgilio Trettenero, matematico e astronomo italiano († 1863)
- 7 febbraio - Camillo Ferrati, matematico e politico italiano († 1888)
- 8 febbraio - Maxime Du Camp, scrittore e fotografo francese († 1894)
- 8 febbraio - Sebastiano Galeati, cardinale e arcivescovo cattolico italiano († 1901)
- 9 febbraio - Francis Cadell, esploratore britannico († 1879)
- 13 febbraio - Lev Aleksandrovič Mej, poeta e drammaturgo russo († 1862)
- 14 febbraio - Vittoria di Sassonia-Coburgo-Koháry, duchessa († 1857)
- 15 febbraio - Ján Rotarides, patriota slovacco († 1900)
- 16 febbraio - Francis Galton, esploratore, biologo e antropologo britannico († 1911)
- 16 febbraio - James Thomson, fisico, ingegnere e inventore britannico († 1892)
- 18 febbraio - Giuseppe Boldini, pittore e patriota italiano († 1898)
- 18 febbraio - Hong Rengan, predicatore e rivoluzionario cinese († 1864)
- 20 febbraio - Henry Fowle Durant, avvocato e filantropo statunitense († 1881)
- 21 febbraio - Oliver Wolcott Gibbs, chimico statunitense († 1908)
- 22 febbraio - Adolf Kussmaul, medico tedesco († 1902)
- 22 febbraio - Giuseppe Marraghini, fantino italiano († 1856)
- 23 febbraio - Román Baldorioty de Castro, politico portoricano († 1889)
- 23 febbraio - Giovanni Battista de Rossi, archeologo e epigrafista italiano († 1894)
- 23 febbraio - Passmore Williamson, mercante e avvocato statunitense († 1895)
- 24 febbraio - Adam Józef Potocki, nobile e politico polacco († 1872)
- 24 febbraio - Francesco Auriti, politico italiano († 1896)
- 25 febbraio - Gaetano Mastellari, artista italiano († 1890)
- 26 febbraio - Pasquale Miglioretti, scultore italiano († 1881)
- 27 febbraio - Teofil Lenartowicz, poeta e scultore polacco († 1893)

## Marzo(35)
- 2 marzo - Michael D. Jones, presbitero e politico britannico († 1898)
- 3 marzo - Bernhard Hammer, politico svizzero († 1907)
- 4 marzo - Jules Antoine Lissajous, matematico e fisico francese († 1880)
- 7 marzo - Victor Massé, compositore francese († 1884)
- 8 marzo - Ignacy Łukasiewicz, farmacista, chimico e inventore polacco († 1882)
- 10 marzo - Josiah Latimer Clark, ingegnere britannico († 1898)
- 10 marzo - Willem Roelofs, pittore, entomologo e litografo olandese († 1897)
- 10 marzo - Bartolomeo Venturini, presbitero, educatore e patriota italiano († 1895)
- 11 marzo - Joseph Louis François Bertrand, matematico francese († 1900)
- 11 marzo - Gennara di Braganza, principessa portoghese († 1901)
- 12 marzo - Egor Egorovič Staal, diplomatico russo († 1907)
- 12 marzo - Jozef Karol Viktorin, presbitero, patriota e editore slovacco († 1874)
- 14 marzo - Henri Delmotte, drammaturgo e giornalista belga († 1884)
- 14 marzo - Fortunato Rocchi, pittore e architetto italiano († 1909)
- 14 marzo - Giovanni Tolu, brigante italiano († 1896)
- 14 marzo - Teresa Cristina di Borbone-Due Sicilie, italiana († 1889)
- 16 marzo - Rosa Bonheur, pittrice francese († 1899)
- 16 marzo - John Pope, generale statunitense († 1892)
- 17 marzo - Frederick Goodall, pittore britannico († 1904)
- 18 marzo - Jan Weissenbruch, pittore e incisore olandese († 1880)
- 19 marzo - Dmitrij Vasil'evič Grigorovič, scrittore russo († 1900)
- 19 marzo - Antonio Puccinelli, pittore italiano († 1897)
- 22 marzo - Isaäc Dignus Fransen van de Putte, politico olandese († 1902)
- 23 marzo - Giovanni Guevara, politico italiano († 1882)
- 23 marzo - Ivan Kuz'mič Makarov, pittore russo († 1897)
- 24 marzo - Henrik August Flindt, architetto danese († 1901)
- 24 marzo - Antonio Romero Ortiz, politico spagnolo († 1884)
- 25 marzo - Albrecht Ritschl, teologo tedesco († 1889)
- 26 marzo - Ahmed Cevdet, storico, letterato e politico turco († 1895)
- 26 marzo - Célestin-Anatole Calmels, scultore francese († 1906)
- 26 marzo - Charles-Bonaventure-François Theuret, vescovo cattolico francese († 1901)
- 27 marzo - Henri Murger, poeta e scrittore francese († 1861)
- 28 marzo - Hermann Kanzler, generale tedesco († 1888)
- 29 marzo - Joseph Quinaux, pittore belga († 1895)
- 31 marzo - Serafino Biffi, psichiatra e politico italiano († 1899)

## Aprile(39)
- 1º aprile - Michele Coppino, politico italiano († 1901)
- 2 aprile - Donato Partini, fantino italiano († 1894)
- 2 aprile - Ubaldino Peruzzi, politico italiano († 1891)
- 2 aprile - Luis Sáenz Peña, politico e avvocato argentino († 1907)
- 2 aprile - Giuseppina Turrisi Colonna, poetessa e traduttrice italiana († 1848)
- 3 aprile - Edward Everett Hale, scrittore, storico e religioso statunitense († 1909)
- 5 aprile - Paolo Ferrari, commediografo italiano († 1889)
- 5 aprile - Émile de Laveleye, economista e saggista belga († 1892)
- 6 aprile - Giacomo Brogi, fotografo italiano († 1881)
- 8 aprile - Giuseppe Apolloni, compositore italiano († 1889)
- 8 aprile - Charles Frédéric Girard, biologo francese († 1895)
- 8 aprile - Apollonie Sabatier, modella francese († 1890)
- 10 aprile - Pasquale Montini, imprenditore italiano († 1889)
- 10 aprile - Ebenezer W. Peirce, generale statunitense († 1902)
- 12 aprile - Salvatore Luigi Zola, vescovo cattolico italiano († 1898)
- 14 aprile - Achille Sannia, matematico e politico italiano († 1892)
- 15 aprile - Prospero Marchetti, avvocato italiano († 1884)
- 15 aprile - Frances Anne Vane, nobildonna irlandese († 1899)
- 16 aprile - Louis François Léon Friant, militare francese († 1899)
- 16 aprile - Karl Theodor Robert Luther, astronomo tedesco († 1900)
- 16 aprile - Moisè Maldacea, patriota e militare italiano († 1898)
- 18 aprile - Edward Oxford, criminale britannico († 1900)
- 20 aprile - Karl Thiersch, chirurgo tedesco († 1895)
- 21 aprile - Hannibal Goodwin, presbitero, inventore e imprenditore statunitense († 1900)
- 22 aprile - Patrick Alexander Vans Agnew, funzionario britannico († 1848)
- 23 aprile - Vincenzo Carbonelli, patriota e politico italiano († 1901)
- 23 aprile - Alfred Dehodencq, pittore francese († 1882)
- 23 aprile - Nikolaj Ivanovič Il'minskij, orientalista e missionario russo († 1891)
- 23 aprile - Charles de Coubertin, pittore e nobile francese († 1908)
- 24 aprile - Janko Kráľ, poeta slovacco († 1876)
- 25 aprile - James Pierpont, compositore e cantautore statunitense († 1893)
- 26 aprile - Maria Carolina Augusta di Borbone-Due Sicilie, principessa († 1869)
- 26 aprile - Frederick Law Olmsted, architetto del paesaggio e urbanista statunitense († 1903)
- 27 aprile - Ulysses S. Grant, generale e politico statunitense († 1885)
- 27 aprile - Ján Palárik, presbitero e drammaturgo slovacco († 1870)
- 27 aprile - John Joseph Williams, arcivescovo cattolico statunitense († 1907)
- 28 aprile - Hugues Merle, pittore francese († 1881)
- 29 aprile - Amalia de Llano, contessa e scrittrice spagnola († 1874)
- 30 aprile - Adriano Lemmi, banchiere italiano († 1906)

## Maggio(25)
- 1º maggio - Julius von Haast, geologo tedesco († 1887)
- 3 maggio - István Bittó, politico ungherese († 1903)
- 6 maggio - Léon d'Hervey de Saint-Denys, linguista, sinologo e traduttore francese († 1892)
- 10 maggio - Paolo Massa, politico italiano († 1887)
- 10 maggio - August von Pettenkofen, pittore austriaco († 1889)
- 12 maggio - Silvio Spaventa, politico e patriota italiano († 1893)
- 13 maggio - Francesco d'Assisi di Borbone-Spagna, nobile spagnolo († 1902)
- 13 maggio - Gaetano Magliano, militare italiano († 1877)
- 15 maggio - Bruto Fabricatore, politico e letterato italiano († 1891)
- 15 maggio - Giovanni Carlo di Borbone-Spagna, spagnolo († 1887)
- 18 maggio - Mathew B. Brady, fotografo statunitense († 1896)
- 20 maggio - Frédéric Passy, politico e economista francese († 1912)
- 20 maggio - Bernardino Serafini, patriota, generale e politico italiano († 1906)
- 22 maggio - Calvin R. Johnson, militare e politico statunitense († 1897)
- 22 maggio - John Wellesley Thomas, politico e militare britannico († 1908)
- 24 maggio - Simeone Gliubich, archeologo, teologo e storico croato († 1896)
- 25 maggio - Heinrich Keil, filologo classico tedesco († 1894)
- 26 maggio - Edmond de Goncourt, scrittore e critico letterario francese († 1896)
- 26 maggio - Augusta di Reuss-Köstritz, nobile († 1862)
- 27 maggio - Leopold e Rudolf Blaschka, artista tedesco († 1895)
- 27 maggio - Joachim Raff, compositore e pianista tedesco († 1882)
- 28 maggio - Francisco Salmerón, avvocato e politico spagnolo († 1878)
- 29 maggio - Marcellino da Civezza, scrittore italiano († 1906)
- 31 maggio - Filippo Cecchi, fisico, religioso e inventore italiano († 1887)
- 31 maggio - Johann Coaz, ingegnere, topografo e alpinista svizzero († 1918)

## Giugno(20)
- 1º giugno - Friedrich Matthias Claudius, anatomista tedesco († 1869)
- 1º giugno - Ján Francisci-Rimavský, poeta, scrittore e traduttore slovacco († 1905)
- 1º giugno - Giacomo Marulli, commediografo italiano († 1883)
- 1º giugno - Clementina Maude, viscontessa di Hawarden, fotografa britannica († 1865)
- 1º giugno - Étienne de La Fléchère, politico francese († 1887)
- 2 giugno - John Spencer-Churchill, VII duca di Marlborough, nobile e politico britannico († 1883)
- 3 giugno - Maria Adelaide d'Asburgo-Lorena, regina († 1855)
- 4 giugno - Pietro Betti, fantino italiano
- 6 giugno - Alessandro Bianchi, politico italiano († 1875)
- 6 giugno - Edoardo De Betta, naturalista italiano († 1896)
- 10 giugno - Cathrinus Bang, storico norvegese († 1898)
- 10 giugno - John Jacob Astor III, imprenditore e filantropo statunitense († 1890)
- 11 giugno - Samuel Davis Sturgis, generale statunitense († 1889)
- 13 giugno - Giacomo Marchini, poeta e patriota italiano († 1885)
- 15 giugno - Alfonso Corti, anatomista italiano († 1876)
- 16 giugno - Johan Fredrik Eckersberg, pittore norvegese († 1870)
- 17 giugno - Giuseppe Morando, architetto italiano († 1883)
- 17 giugno - Wilhelm Joseph von Wasielewski, violinista e critico musicale tedesco († 1896)
- 24 giugno - Christian Zeller, matematico tedesco († 1899)
- 29 giugno - Antonio Petito, attore teatrale, drammaturgo e regista teatrale italiano († 1876)

## Luglio(23)
- 2 luglio - Pieter De Rudder, belga († 1898)
- 4 luglio - Eugène Guillaume, scultore e critico d'arte francese († 1905)
- 8 luglio - Paul Marcellin Berthier, pittore e fotografo francese († 1912)
- 8 luglio - August Förster, anatomista e patologo tedesco († 1865)
- 8 luglio - Friedrich Kaulbach, pittore tedesco († 1903)
- 9 luglio - Gil-Pérès, attore teatrale francese († 1882)
- 11 luglio - Adolph Albrecht Erlenmeyer, psichiatra e medico tedesco († 1877)
- 13 luglio - Heinrich Louis d'Arrest, astronomo tedesco († 1875)
- 13 luglio - Giuseppe Trombone de Mier, militare italiano († 1866)
- 15 luglio - François Duilhé de Saint-Projet, presbitero e poeta francese († 1897)
- 17 luglio - Daniel Kinnear Clark, ingegnere meccanico inglese († 1896)
- 19 luglio - Augusta di Cambridge, nobildonna († 1916)
- 20 luglio - Apollon Aleksandrovič Grigor'ev, poeta, critico letterario e slavista russo († 1864)
- 20 luglio - Gregor Mendel, biologo e matematico ceco († 1884)
- 21 luglio - Elizabeth Herbert, traduttrice, scrittrice e filantropa inglese († 1911)
- 22 luglio - Luigi Arditi, violinista, compositore e direttore d'orchestra italiano († 1903)
- 22 luglio - Josef Haltrich, antropologo e scrittore rumeno († 1886)
- 23 luglio - Cesare Pastore, politico italiano († 1889)
- 25 luglio - Domenico Moro, patriota italiano († 1844)
- 26 luglio - Jakob Dubs, giurista svizzero († 1879)
- 27 luglio - Gian Giacomo Poldi Pezzoli d'Albertone, collezionista d'arte italiano († 1879)
- 30 luglio - Henry Deacon, chimico inglese († 1876)
- 31 luglio - Abraham Stevens Hewitt, politico, insegnante e avvocato statunitense († 1903)

## Agosto(19)
- 3 agosto - Edoardo Borromeo, cardinale e arcivescovo cattolico italiano († 1881)
- 5 agosto - Francesco Saverio Altamura, pittore, scrittore e patriota italiano († 1897)
- 8 agosto - George Stoneman, generale e politico statunitense († 1894)
- 9 agosto - Jacob Moleschott, fisiologo, filosofo e politico olandese († 1893)
- 10 agosto - Virginia Eliza Clemm, statunitense († 1847)
- 10 agosto - Ján Kalinčiak, scrittore e poeta slovacco († 1871)
- 11 agosto - Domenico Mazzi, politico e avvocato italiano († 1896)
- 12 agosto - Rodolphe Bresdin, pittore e incisore francese († 1885)
- 12 agosto - Sarah Child Villiers, nobildonna inglese († 1853)
- 13 agosto - Henry Tibbats Stainton, entomologo inglese († 1892)
- 14 agosto - James William Marshall, politico statunitense († 1910)
- 15 agosto - Giulio Bergonzoli, scultore e pittore italiano († 1868)
- 15 agosto - Giovanni Giacinto Stella, missionario italiano († 1869)
- 15 agosto - Henry Sumner Maine, giurista e sociologo britannico († 1888)
- 18 agosto - Secondo Cremonesi, patriota, politico e imprenditore italiano († 1899)
- 18 agosto - Ludwig von Pulz, generale austriaco († 1881)
- 21 agosto - Friedrich Vetterli, inventore svizzero († 1882)
- 22 agosto - Angelico Fabbri, patriota italiano († 1886)
- 25 agosto - Gardiner Greene Hubbard, avvocato e filantropo statunitense († 1897)

## Settembre(28)
- 2 settembre - Felicita Bevilacqua, nobildonna, patriota e filantropa italiana († 1899)
- 2 settembre - Tommaso Martini, politico italiano († 1893)
- 2 settembre - Stefano Ussi, pittore italiano († 1901)
- 4 settembre - Cesare Guasti, scrittore e filologo italiano († 1889)
- 5 settembre - Henry Dawson-Damer, III conte di Portarlington, politico inglese († 1889)
- 8 settembre - Francesco Glisenti, imprenditore, politico e patriota italiano († 1887)
- 9 settembre - Napoleone Giuseppe Carlo Paolo Bonaparte, generale francese († 1891)
- 11 settembre - Heribert Höffern von Saalfeld, generale austriaco († 1892)
- 11 settembre - Ol'ga Nikolaevna Romanova, nobile russa († 1892)
- 12 settembre - Jindřich Fügner, patriota ceco († 1865)
- 13 settembre - Félix-Joseph Barrias, pittore e illustratore francese († 1907)
- 15 settembre - Henry Morley, letterato britannico († 1894)
- 16 settembre - Lucio Campiani, compositore italiano († 1914)
- 18 settembre - Antonio Bajamonti, politico italiano († 1891)
- 18 settembre - Ernst Förstemann, filologo, bibliotecario e linguista tedesco († 1906)
- 18 settembre - Johann August Nauck, filologo classico tedesco († 1892)
- 20 settembre - August Krönig, chimico e fisico tedesco († 1879)
- 20 settembre - Peter Mitterhofer, artigiano austriaco († 1893)
- 22 settembre - Luigi Cartei, scultore italiano († 1891)
- 22 settembre - Antonio Galli, artigiano e orologiaio italiano († 1893)
- 23 settembre - Gaetano Ferri, pittore e architetto italiano († 1896)
- 24 settembre - Francesco Marchi, economista italiano († 1871)
- 26 settembre - Raffaele Casnedi, pittore italiano († 1892)
- 27 settembre - Hippolyte Destailleur, architetto e storico dell'arte francese († 1893)
- 28 settembre - Peter Michal Bohúň, pittore slovacco († 1879)
- 28 settembre - Thomas Lyon-Bowes, XII conte di Strathmore e Kinghorne, nobile britannico († 1865)
- 29 settembre - Giovanni Maria Cornoldi, gesuita e giornalista italiano († 1892)
- 30 settembre - Henry Perrin Coon, politico, insegnante e medico statunitense († 1884)

## Ottobre(30)
- 1º ottobre - François Jules Edmond Got, attore francese († 1901)
- 2 ottobre - Jan Kappeyne van de Coppello, politico olandese († 1895)
- 3 ottobre - Giuseppe Polignani, avvocato italiano († 1882)
- 3 ottobre - Vincenzo Stocco, politico italiano († 1893)
- 4 ottobre - Rutherford B. Hayes, avvocato, politico e generale statunitense († 1893)
- 5 ottobre - Bruno Carranza Ramírez, politico costaricano († 1891)
- 5 ottobre - Heinrich Ehrlich, compositore e pianista tedesco († 1899)
- 5 ottobre - Guglielmo Folliero de Luna, scrittore italiano († 1871)
- 6 ottobre - Carlo Borgnini, politico italiano († 1906)
- 9 ottobre - Jacques Antoine Charles Bresse, ingegnere francese († 1883)
- 13 ottobre - Luigi Giordani, cardinale e arcivescovo cattolico italiano († 1893)
- 13 ottobre - Joaquín Larraín Gandarillas, arcivescovo cattolico cileno († 1897)
- 13 ottobre - Achille Sansi, storico e funzionario italiano († 1891)
- 15 ottobre - Kornél Ábrányi, compositore, musicologo e pianista ungherese († 1903)
- 15 ottobre - Alfred Meissner, scrittore e poeta austriaco († 1885)
- 18 ottobre - Mithat Pascià, politico ottomano († 1883)
- 19 ottobre - Demetrio Salazar, patriota e pittore italiano († 1882)
- 20 ottobre - Thomas Hughes, scrittore, politico e avvocato britannico († 1896)
- 20 ottobre - Mansfield Lovell, militare statunitense († 1884)
- 20 ottobre - Hermann Thour von Fernburg, militare austriaco
- 20 ottobre - Antonio Winspeare, duca di Salve, politico italiano († 1918)
- 21 ottobre - Adolph Strecker, chimico tedesco († 1871)
- 22 ottobre - Ettore Celi, botanico e agronomo italiano († 1880)
- 22 ottobre - Luigi Pastro, patriota e politico italiano († 1915)
- 23 ottobre - Friederich Wilhelm Gustav Spörer, astronomo e insegnante tedesco († 1895)
- 26 ottobre - Dmitrij Aleksandrovič Obolenskij, politico e scrittore russo († 1881)
- 28 ottobre - Angelo Santilli, filosofo, giornalista e poeta italiano († 1848)
- 29 ottobre - Thomas Johannessen Heftye, imprenditore, politico e filantropo norvegese († 1886)
- 29 ottobre - Mieczysław Halka Ledóchowski, cardinale e arcivescovo cattolico polacco († 1902)
- 29 ottobre - Thrasyvoulos Zaimīs, politico greco († 1880)

## Novembre(25)
- 1º novembre - Sigismondo Felice Feliński, arcivescovo cattolico e santo polacco († 1895)
- 1º novembre - August Horislav Krčméry, compositore, pubblicista e pastore protestante slovacco († 1891)
- 1º novembre - Thomas Taylour, III marchese di Headfort, politico irlandese († 1894)
- 2 novembre - Claudius Popelin, artigiano, poeta e pittore francese († 1892)
- 5 novembre - Carlo Pasta, medico e politico svizzero († 1893)
- 6 novembre - Vito La Mantia, giurista italiano († 1904)
- 6 novembre - Fritz Zuber-Bühler, pittore svizzero († 1896)
- 7 novembre - Edouard Gregoir, compositore e musicologo belga († 1890)
- 11 novembre - Antoine Barthélemy Jean Guillemot, entomologo francese († 1902)
- 13 novembre - Gerolamo Buonazia, pedagogista italiano († 1897)
- 13 novembre - Achille Gonzaga, nobile italiano († 1870)
- 13 novembre - Alessandro Repetti, editore, giornalista e ufficiale italiano († 1890)
- 15 novembre - Ferdinando di Savoia-Genova, nobile e militare italiano († 1855)
- 16 novembre - Auguste Cain, scultore francese († 1894)
- 16 novembre - Ettore Novelli, bibliotecario, poeta e storico italiano († 1900)
- 17 novembre - Giovanni Corrao, generale, patriota e rivoluzionario italiano († 1863)
- 19 novembre - Bernardino Giannuzzi-Savelli, magistrato e politico italiano († 1887)
- 19 novembre - François-Jean-Marie Laouënan, missionario e vescovo cattolico francese († 1892)
- 20 novembre - Giulio Andrea Pirona, botanico, geologo e zoologo italiano († 1895)
- 22 novembre - Agostino Schoeffler, presbitero e missionario francese († 1851)
- 23 novembre - Afanasij Afanas'evič Fet-Šenšin, poeta, traduttore e scrittore russo († 1892)
- 23 novembre - Edmund Taczanowski, militare, patriota e rivoluzionario polacco († 1879)
- 24 novembre - Giovanni Battista Lombardi, scultore italiano († 1880)
- 26 novembre - Eduardo Benot, lessicografo e politico spagnolo († 1907)
- 29 novembre - François-Ferdinand Tagliabue, missionario e vescovo cattolico francese († 1890)

## Dicembre(34)
- 2 dicembre - Charles Coquerel, medico e entomologo francese († 1867)
- 2 dicembre - Benjamín Máximo Laguna y Villanueva, botanico spagnolo († 1902)
- 2 dicembre - Giuseppe Pilla, avvocato e patriota italiano († 1879)
- 3 dicembre - Luisa di Reuss-Greiz, principessa tedesca († 1875)
- 4 dicembre - Frances Power Cobbe, scrittrice e attivista irlandese († 1904)
- 5 dicembre - Elizabeth Cabot Agassiz, educatrice e scrittrice statunitense († 1907)
- 6 dicembre - Augusto Conti, filosofo italiano († 1905)
- 8 dicembre - Jakov Ignjatović, scrittore, giornalista e politico serbo († 1889)
- 10 dicembre - César Franck, compositore e organista belga († 1890)
- 11 dicembre - Karl Heinrich Weizsäcker, teologo e storico tedesco († 1899)
- 13 dicembre - Vincenzo Brusco Onnis, giornalista e patriota italiano († 1888)
- 13 dicembre - Pierre-Louis Pierson, fotografo francese († 1913)
- 14 dicembre - Eugenio Moretti Larese, pittore e decoratore italiano († 1874)
- 16 dicembre - Giovan Battista Bottero, giornalista e politico italiano († 1897)
- 16 dicembre - Felice Calvi, storico e scrittore italiano († 1901)
- 16 dicembre - Ettore Tommaso Fantoni, pittore italiano († 1892)
- 17 dicembre - Giacinto Bruzzesi, militare italiano († 1900)
- 18 dicembre - Mattia Farina, politico italiano († 1909)
- 18 dicembre - Bernardo de Irigoyen, politico, avvocato e diplomatico argentino († 1906)
- 21 dicembre - Pedro de Amorim Viana, filosofo portoghese († 1901)
- 22 dicembre - Francesco Accolla, politico italiano († 1882)
- 22 dicembre - Antoine Demay, operaio francese († 1884)
- 22 dicembre - Giuseppe Di Menza, magistrato italiano († 1896)
- 23 dicembre - Wilhelm Bauer, inventore tedesco († 1875)
- 23 dicembre - Francesco Raffaele Curzio, patriota, poeta e politico italiano († 1901)
- 24 dicembre - Matthew Arnold, poeta, critico letterario e educatore britannico († 1888)
- 24 dicembre - Charles Hermite, matematico francese († 1901)
- 26 dicembre - Dion Boucicault, commediografo e attore teatrale irlandese († 1890)
- 26 dicembre - Thomas Coke, II conte di Leicester, nobile inglese († 1909)
- 26 dicembre - Štefan Marko Daxner, avvocato, politico e poeta slovacco († 1892)
- 27 dicembre - Louis Pasteur, chimico e microbiologo francese († 1895)
- 27 dicembre - Michele Rapisardi, pittore italiano († 1886)
- 27 dicembre - Heinrich von Bamberger, patologo tedesco († 1888)
- 28 dicembre - William Booth Taliaferro, generale e avvocato statunitense († 1898)

## Senza giorno specificato(46)
- Epaminonda Abate, medico italiano († 1893)
- Joseph Achten, pittore austriaco († 1867)
- Manuel Aguirre y Monsalbe, pittore spagnolo († 1856)
- Luigi Alberti, commediografo e giornalista italiano († 1898)
- Ernesto Allason, pittore italiano († 1869)
- Virginio Allione, politico italiano († 1885)
- Édouard Beugniot, ingegnere francese († 1878)
- Emilia Boldrini, soprano italiano
- Richard Southwell Bourke, VI conte di Mayo, politico britannico († 1872)
- Edward Boxer, militare e inventore inglese († 1898)
- Francesco Camerata Scovazzo, politico italiano († 1895)
- Marco Antonio Canini, filologo, scrittore e patriota italiano († 1891)
- Giovan Battista Cattabeni, patriota italiano († 1868)
- Costantino Corvisieri, storico, archivista e numismatico italiano († 1898)
- Nikolaj Jakovlevič Danilevskij, politico e saggista russo († 1885)
- Delphine Delamare, francese († 1848)
- Abramo Ferraresi, scrittore e patriota italiano († 1859)
- Francis Frith, fotografo inglese († 1898)
- Francesco Gallisai, avvocato e politico italiano
- Heinrich Gerlach, mineralogista tedesco († 1872)
- Antonio Giannelli, patriota italiano († 1855)
- Luigi Gozzi, avvocato e patriota italiano
- Charles Godfrey Gunther, politico statunitense († 1885)
- Miska Hauser, compositore e violinista austriaco († 1887)
- Ishwari Prasad Narayan Singh, principe indiano († 1889)
- Étienne Lenoir, inventore francese († 1900)
- Ferdinando Lopez Fonseca, patriota e politico italiano († 1886)
- Eugenio Maroni Biroldi, organaro italiano († 1894)
- Giuseppe Migliari, scenografo e pittore italiano († 1897)
- Angelo Minghetti, ceramista italiano († 1885)
- Luigi Nerici, storico e musicista italiano († 1902)
- Nuvola Rossa, condottiero nativo americano († 1909)
- Sa'id Pascià, politico egiziano († 1863)
- August Petermann, cartografo tedesco († 1878)
- Alfred Poland, medico e chirurgo britannico († 1872)
- Nikolaus von Pottenburg, diplomatico e nobile austriaco († 1884)
- Giulio Regondi, chitarrista e compositore svizzero († 1872)
- Angelo Ribossi, pittore italiano († 1886)
- Edwin Smith, egittologo e collezionista d'arte statunitense († 1906)
- Antonio Stacchini, attore teatrale italiano († 1893)
- Scipione Tadolini, scultore italiano († 1893)
- Agostino Taraschi, politico e scrittore italiano († 1883)
- Robert William Thomson, inventore scozzese († 1873)
- Raimondo Tominz, botanico e entomologo italiano († 1906)
- Harriet Tubman, attivista statunitense († 1913)
- Richard Francis Weymouth, biblista e traduttore britannico († 1902)